# RoboCop (videogioco 2003)
RoboCop è un videogioco sparatutto in prima persona basato sul primo film RoboCop, pubblicato nel 2003 dalla Titus Interactive per console di sesta generazione.
L'unica versione pubblicata in America del Nord è quella disponibile per Xbox, mentre nella regione PAL è stato pubblicato per tutte le console.

## Trama
Il videogioco permette al giocatore di controllare il personaggio di RoboCop incaricato di sventare un sinistro piano che coinvolge la OCP, una nuova droga sintetica ed un nuovo potentissimo cyborg conosciuto soltanto come MIND. Ultima speranza per la giustizia, RoboCop deve catturare, distruggere o arrestare tutti i personaggi che si dimostreranno ostili nella sua lotta al crimine.

## Modalità di gioco
Il gioco è uno sparatutto in prima persona e contiene nove grandi livelli, ognuno diviso in varie sezioni, e consistente in un obiettivo primario, fondamentale per avanzare nel gioco, e vari obiettivi secondari e bonus, che invece aumentano il punteggio del gioco. I progressi del gioco vengono salvati quando il giocatore completa l'intero livello, ma nel caso RoboCop venga sconfitto, il livello ricomincia dall'inizio. RoboCop può usare varie armi contro i nemici, tra cui la pistola, una mitragliatrice, un lancia-granate e un lanciarazzi. È anche possibile salvare civili tenuti in ostaggio, e arrestare i nemici che si arrendono, entrambi rientranti negli obiettivi secondari/bonus.

## Accoglienza
| Testata                            | Versione | Giudizio |
| ---------------------------------- | -------- | -------- |
| Metacritic (media al 30-01-2020)   | Xbox     | 30/100   |
| GameRankings (media al 30-01-2020) | Xbox     | 41%      |
| AllGame                            | Xbox     | 2/5      |
| EGM                                | Xbox     | 2.67/10  |
| Famitsū                            | PS2      | 26/40    |
| Game Informer                      | Xbox     | 3.5/10   |
| GameSpot                           | Xbox     | 2.2/10   |
| GameZone                           | PC       | 7.3/10   |
| OPM                                | PS2      | 2/10     |
| OXM                                | Xbox     | 5.9/10   |
| PC Gamer                           | PC       | 22%      |
| TeamXbox                           | Xbox     | 5.2/10   |
| PC Games                           | PC       | 42%      |

La versione Xbox ha ricevuto un'accoglienza "sfavorevole" stando alle recensioni aggregate sul sito web Metacritic, ed è stata particolarmente criticata per la sua mancanza di un'opzione di salvataggio nei livelli. La rivista svedese Gamereactor l'ha nominata "il peggior videogioco dai tempi di Superman 64" (anch'esso sviluppato dalla Titus Software).